# 아차산성
아차산성(阿且山城)은 사적 제234호로 지정된 문화재이다. 아차산은 해발 285m로 대한민국 서울 광진구 광장동 한강 북쪽에 위치하고 있다. 백제가 하남위례성에 도읍하였을 때 고구려의 침입을 물리치기 위하여 쌓은 큰 성이다.

## 개요
처음 쌓은 연대는 확실하지 않으며, 286년에 중수하였다. 백제가 웅진으로 천도 한 후 고구려와 신라 간에 이곳에서 한강 유역을 차지하기 위한 싸움이 벌어졌다. 백제의 수도 한성이 고구려군에 함락되었을 때 개로왕이 아단성 아래에서 피살되었으며, 이 산성을 삼국사기에 기록된 아단성으로 추정하는 견해가 유력하다.
삼국시대 전략적 요충지로 고구려 평원왕의 사위로 용맹을 날리던 고구려 온달 장군과 평강공주의 전설이 전해 내려온다. 온달장군이 죽령 이북의 잃어버린 땅을 찾기 위해 이 아단성 밑에서 신라군과 싸우다가 화살을 맞아 전사했다고 한다.
조선 태조는 아단(阿旦)을 아차(阿且)로 고쳐 아차성으로 불렀으며, 장한성(長漢城), 광장성(廣將城) 등으로도 부르기도 한다.

## 아차산성
아차산성은 높이 200m의 산꼭대기에서 시작하여 동남으로 한강을 향하여 완만하게 경사진 산중턱 이상의 부분을 둘러서 주위가 약 1km가 넘는 성벽을 구축하였다. 성벽의 구조는 삭토법에 의해서 형태를 구축한 후 그 윗면을 따라 낮을 석벽을 구축했던 것으로 추측되며, 현재는 돌이 무너져 돌과 흙을 섞어서 쌓은 외형을 이루고 있다. 성벽의 높이는 평균 10m 정도이다.

## 발굴
1998년과 1999년에 실시된 1차 발굴에서 구리시 지역의 아차산 보루성 유적이 발견되었고, 2차 발굴에서는 광진구 지역의 아차산성이 발굴되었다. 이 결과 1차 발굴의 보루성에서는 고구려 성벽, 건물터, 온돌자리와 집수장이 확인되었으며, 상당량의 철기 토기도 수습되었다. 아차산성의 2차 발굴에서도 고구려 성벽과 건물터, 연못터가 확인되었고 철기와 토기도 수습되었다.
2015년부터 광진구가 한국고고환경연구소와 함께 이곳 일대에 공동 발굴조사를 실시하고 있다. 2016년 9월 7일에는 신라의 배수구 시설과 고구려 토기 등 삼국시대 유물이 다량 발견됐다. 그 중에서 발굴된 고구려의 연꽃무늬 기와 장식인 ‘연화문와당’은 아차산성 인근 고구려 유적지인 홍련봉 1보루에서 출토된 와당과 동일한 형태다.
아차산성 남벽 90m 외벽에선 신라 건축의 특징인 외벽 보축 시설과 출수구(3곳), 내벽에선 입수구(2곳)가 발견됐으며, 감시 초소인 망대지에선 내외성벽을 비롯한 치성과 방대형 시설 등이 확인됐다. 장수들이 이곳 망대지 정상부에서 군사들을 사열·지휘했을 것으로 추정된다. 이곳 부근에선 여러 형태의 기와들도 함께 출토됐으며, 신라의 연화문와당 10여 점과 다양한 명문 자료 등이 확인됐다. 특히 ‘북한산성’이란 글씨가 새겨진 기와가 사상 처음으로 발견되어, 신라가 한강 유역을 점령한 이후 아차산성의 이름을 북한산성으로 바꿔 사용했다는 학설이 사실로 확인됐다.

## 같이 보기
- 한국의 역사
- 한국의 성 목록

## 참고 자료
- 아차산성 - 국가유산청 국가유산포털